# Gonzalo Kindelán
Gonzalo Kindelán (10 de octubre de 1984) es un actor español conocido por su papel de Riqui en Doctor Mateo.

## Filmografía

### Series de televisión
| Años        | Título                     | Personaje               | Cadena                  | Notas         |
| ----------- | -------------------------- | ----------------------- | ----------------------- | ------------- |
| 2008        | Sin tetas no hay paraíso   |                         | Telecinco               | 1 episodio    |
| 2008        | Física o química           |                         | Antena 3                | 1 episodio    |
| 2009        | Aída                       | El Ruedas               | Telecinco               | 1 episodio    |
| 2009 - 2010 | Doctor Mateo               | Riqui                   | Antena 3                | 41 episodios  |
| 2011 - 2012 | El secreto de Puente Viejo | Paquito                 | Antena 3                | 152 episodios |
| 2013        | Vive cantando              | Rulo                    | Antena 3                | 1 episodio    |
| 2013        | El don de Alba             | Tomás                   | Telecinco               | 3 episodios   |
| 2014        | El Príncipe                | Ramón                   | Telecinco               | 3 episodios   |
| 2014        | Ciega a citas              | Nuno                    | Cuatro                  | 4 episodios   |
| 2016        | Centro médico              |                         | La 1                    | 1 episodio    |
| 2016 - 2017 | Amar es para siempre       | Rafael Castillo Jiménez | Antena 3                | 256 episodios |
| 2019        | Los nuestros 2             | Leo                     | Telecinco               | 2 episodios   |
| 2019        | Alta mar                   | Arturo                  | Netflix                 | 3 episodios   |
| 2020 - 2021 | El Cid                     | Diego                   | Prime Video             | 4 episodios   |
| 2021        | Madres. Amor y vida        | Álvaro                  | Prime Video / Telecinco | 1 episodio    |
| 2023        | Mía es la venganza         | Lorenzo Zorrilla        | Telecinco / Divinity    | 110 episodios |
| 2023        | Entre tierras              | Custodio                | Antena 3                | 5 episodios   |

### Cine
- Gordos (2009) como chico musculoso
- La luna en botella (2007) como malabarista